# Antona mutans
Antona mutans är en fjärilsart som beskrevs av Walker 1854. Antona mutans ingår i släktet Antona och familjen björnspinnare. Inga underarter finns listade i Catalogue of Life.